# 廉羅克 (阿拉巴馬州)
廉羅克（英語：Lim Rock）是一個位於美國阿拉巴馬州傑克遜縣的非建制地區。該地的面積和人口皆未知。

## 地理
廉羅克的座標為34°40′20″N 86°11′18″W / 34.67222°N 86.18833°W，而該地的平均海拔高度為190米（即620英尺）。